# Mistrovství Československa v krasobruslení 1954
Mistrovství Československa v krasobruslení 1954 se konalo 9. a 10. ledna 1954 v Brně.
Soutěžilo se také v dorosteneckých kategoriích.

## Medaile
| Kategorie      | Zlato                        | Zlato | Stříbro                        | Stříbro | Bronz                          | Bronz |
| Muži           | Karol Divín                  | 1 - 1 | Zdeněk Fikar                   | 2 - 2   | Ivan Mauer                     | 3 - 3 |
| Ženy           | Milena Tůmová                | 2 - 2 | Dagmar Lerchová                | 3 - 4   | Alexandra Černá                | 4 - 3 |
| Sportovní páry | Soňa Balunová Miloslav Balun |       | Věra Vajsábelová Karel Vosátka |         | Věra Suchánková Zdeněk Doležal |       |

- první čísla udávají umístění v povinné jízdě a druhá ve volné jízdě